# أحوال سميع (جبلة)

تعديل مصدري - تعديل

أحوال سميع محلة تابعة لقرية الصناع، التابعة لعزلة الربادي بمديرية جبلة إحدى مديريات محافظة إب في الجمهورية اليمنية، بلغ تعداد سكانها 102 حسب تعداد اليمن لعام 2004.